# لف فور سبيد
لف فور سبيد (بالإنجليزية: Live for Speed)‏ هي لعبة محاكات سباقات، وهي أول لعبة محاكاة واقعية إلى حد ما.

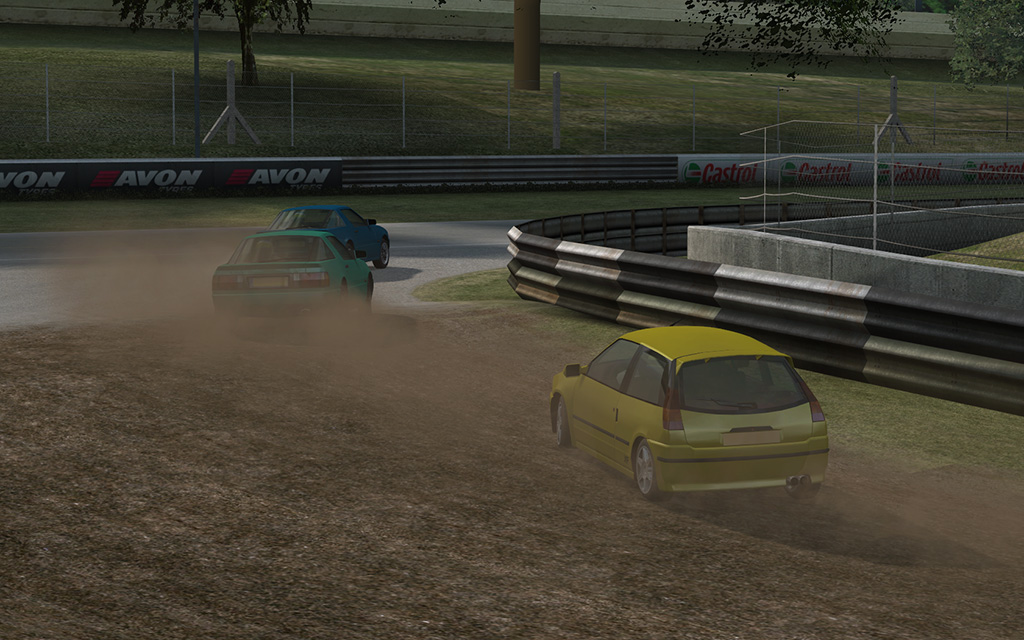
صورة لسباق سيارات داخل اللعبة